# Esqueleto axial

Esqueleto axial y los conjuntos de huesos que lo constituyen.

El esqueleto axial consiste en 80 huesos a lo largo del eje central del cuerpo humano. Está compuesto por seis partes: el cráneo, los huesos auditivos, el hueso hioides, la reja costal, el esternón y la columna vertebral. El esqueleto axial y el esqueleto apendicular forman el esqueleto completo.

## Información
Los huesos planos contienen el cerebro, la médula espinal y otros órganos vitales. Este artículo trata principalmente del esqueleto axial en los humanos; sin embargo, es importante entender la estirpe evolutiva del esqueleto axial. El esqueleto axial es el eje central del cuerpo y donde se articula el esqueleto apendicular. Conforme envejece el esqueleto, los huesos se debilitan, exceptuando al cráneo. El cráneo mantiene su resistencia para proteger al cerebro de las lesiones.

## Etimología
La palabra «axial» viene de la palabra «axis» y se refiere al hecho de que los huesos están localizados cerca o en el eje central del cuerpo.

## Cráneo
Cabeza ósea (22)
- Huesos craneales (8)
  - Parietal (2)
  - Temporal (2)
  - Frontal (1)
  - Occipital (1)
  - Etmoides (1)
  - Esfenoides (1)
- Huesos de la cara(14)
  - Maxilar (2)
  - Cigomático (2)
  - Mandíbula (1)
  - Nasal (2)
  - Palatino (2)
  - Cornete nasal (2)
  - Lagrimal (2)
  - Vómer (1)

## Cuello
- Hioides (1)

## Huesecillos del oído
Osículos (6 )
- Martillo (2)
- Yunque (2)
- Estribo (2)

## Columna vertebral
Columna vertebral (26)
- Vértebras cervicales (7)
- Vértebras torácicas (12)
- Vértebras lumbares (5)
- Sacro (1) (5 al nacer, fusionadas en el adulto.)
- Coxis (1) (4 al nacer, fusionadas en el adulto, varía entre 3 y 5)

## Caja torácica
Caja torácica (25)
- Esternón (1)
- Costillas (24)